# Liste der Naturdenkmale in Lautzenbrücken
Die Liste der Naturdenkmale in Lautzenbrücken nennt die im Gemeindegebiet von Lautzenbrücken ausgewiesenen Naturdenkmale (Stand 13. Juni 2024).

## Ehemalige Naturdenkmale
| Nr. | Bezeichnung                            | Lage                                               | Beschreibung                                                                                        | Bild                                    |
| --- | -------------------------------------- | -------------------------------------------------- | --------------------------------------------------------------------------------------------------- | --------------------------------------- |
|     | Vier Holzapfelbäume und eine Hutebuche | nordwestlich des Ortes; Flur Hinter der Bitze Lage | Malus sylvestris, vier Bäume, und Fagus sylvatica, ein Baum; Rechtsverordnung vor 2009 aufgehoben   | Direkt Bild zu diesem Denkmal hochladen |
|     | Zusammengewachsene Baumgruppe          | nördlich des Ortes; Flur In dem Schernhahn Lage    | Fagus sylvatica, sechs Bäume, und Alnus glutinosa, fünf Bäume; Rechtsverordnung vor 2009 aufgehoben | Direkt Bild zu diesem Denkmal hochladen |